# Athetis flavitincta
Athetis flavitincta là một loài bướm đêm trong họ Noctuidae.